# 早瀬かな
早瀬 かな（はやせ かな、1993年2月11日 - ）は、日本の元女優、元タレント。 元スペースクラフト・エンタテインメント所属。

## 人物
熊本県宇土市出身。宇土市立住吉中学校卒業。
小学5年生の時に芸能界入りを志し、中学卒業後は上京資金を得るためにマクドナルドでアルバイトを続けていた。
2010年に上京。1年間の養成所教育を経てスペースクラフトに所属。ドラマや映画、広告モデル等、多方面で活躍している。
アシスタントを務める「上坂すみれの文化部は夜歩く」でパーソナリティーを務める上坂すみれの愛称「すみぺ」にあやかって、愛称が「かなぺ」と付けられた。
2018年12月7日、オフィシャルブログにて、事務所を9月で退所し、11月25日をもって一切の芸能活動から引退した事を発表。

## 主な出演作品

### テレビ

#### テレビドラマ
- 明日もきっと、おいしいご飯～銀のスプーン～（東海テレビ） - 樹里役
- Oh,My_Dad!!（フジテレビ） - 保育士役（レギュラー）
- 東京全力少女（日本テレビ） - レギュラー
- 放課後はミステリーとともに（TBS、） - レギュラー
- 私が恋愛できない理由（フジテレビ） - セミレギュラー
- 俺の空（テレビ朝日、第5話） - 女性役
- 花ざかりの君たちへ～イケメン☆パラダイス2011～（フジテレビ） - ブロッサム・ガールズ役（セミレギュラー）

#### バラエティ番組
- キスマイBUSAIKU!?（フジテレビ） - マイコ役

### 映画
- ワーキング・ホリデー（よしもとクリエイティブ・エージェンシー、2012年）
- みなさん、さようなら（ファントム・フィルム、2013年）
- ふたりで別の歌を（桜美林大学総合文化学群映画専修卒業制作、2013年） - 北村皆実役

### ラジオ
- マキタスポーツ 土曜もキキマスター!（2014年10月 - 2015年3月、ニッポン放送） - 中継リポーター（レギュラー）
- Club333 Night View DJ（TOKYO FM、2015年11月13日） - DJ
- 上坂すみれの文化部は夜歩く(2016年4月 - 2018年9月、ラジオ大阪) - アシスタント

### 舞台
- 犯人は吉田だっ！(仮)　（しまぁ～ん共和国第6回公演、シアターグリーン BOX in BOX、2016年5月24日 - 31日・全14回公演） - ダブルキャスト

### PV
- Acid Black Cherry「未来予想図Ⅱ」 - 田所はるか役[動画 1]

### 広告・イメージモデル
- POLA APEX「鏡を疑え」篇
- キヤノン PIXUS「いいねー！篇、やっぱりいいねー！篇」
- ホンダ「フィット（後押し）」篇
- パンテック&キュリテル「VEGA PTL21」
- カルビー「期間限定 夏ポテト」（2012年）
- 東日本銀行イメージモデル（2014年10月 - 2015年4月）[5]
- オリジナルTシャツ『ラブラボ』WEB・カタログ
- 靴ブランド「卑弥呼」
- 日本工学院専門学校 - 交通広告・ポスター
- 東京グランスタ - WEB・ポスター

### イベント
- ニッポン放送うまいもん祭り「マキタスポーツ 土曜もキキマスター!“マキっ娘”大抽選会＆生中継」（トークショー、横浜タカシマヤ、2014年3月14日）

### ショー
- 明治記念館ブライダルフェア
- アニヴェルセル立川

### その他
- 新入社員のための「社会人のルール」（研修用教材DVD、PHP研究所） - 金沢久美役[動画 2]

### 動画
1. ↑   Acid Black Cherry /「未来予想図Ⅱ」PV - YouTube
2. ↑  新入社員のための「社会人のルール」－ＰＨＰ研究所の社員教育・研修 - YouTube